# 시안다칭전사

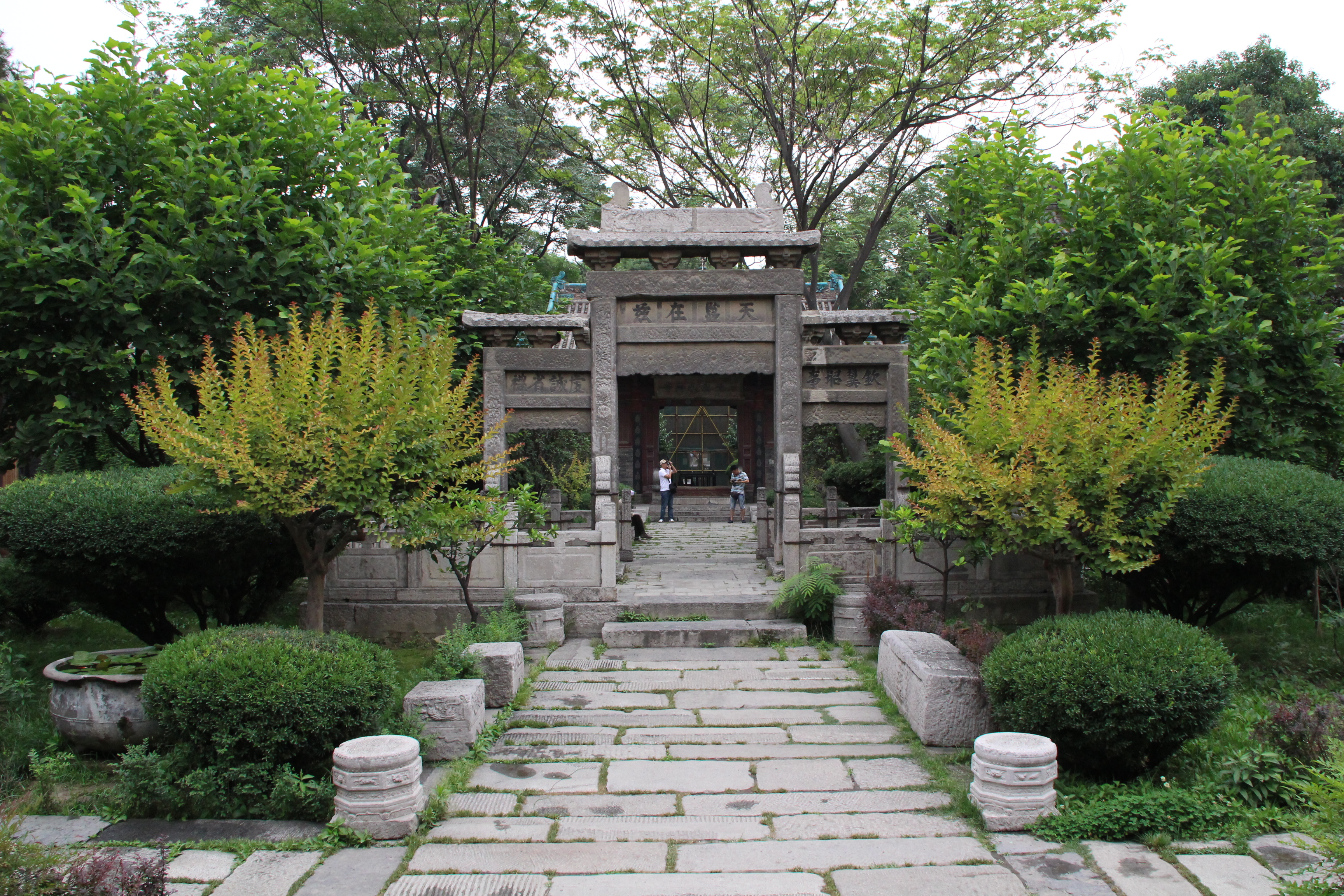
시안다칭전사

시안다칭전사(중국어: 西安大清真寺, 병음: Xī'ān Dà Qīngzhēnsì 시안 다칭전쓰[*])는 중화인민공화국 산시성 시안시에 소재한 모스크이다. 중국에서 가장 큰 전근대 사원 중 하나로, 이 사원은 당나라 때인 서기 742년에 처음 지어졌지만, 현재의 형태는 주로 명나라 홍무제 통치 기간인 서기 1384년에 지어졌다.
시안 무슬림 지구 내에 있으며, 이 모스크는 인기 있는 관광 명소이기도 하다.